# Døde i 2005
Døde i 2005 er en liste over notable personer, der er afgået ved døden i 2005. 

## Januar
| - Will Eisner - Per Borten - Johnny Carson |

- 1. januar – Shirley Chisholm, amerikansk demokratisk politiker (født 1924).
- 2. januar – Arnold Denker, amerikansk skakspiller og forfatter (født 1914).
- 3. januar – Will Eisner, amerikansk tegneserietegner (født 1917).
- 6. januar – Makgatho Mandela, søn af Nelson Mandela (født 1950).
- 8. januar – Alex Brask Thomsen, dansk finansmand og milliardær (født 1919).
- 12. januar – Poul Reinau, dansk musiker og reklamemand (født 1923).
- 14. januar – Rudolph Moshammer, tysk modesigner (født 1940).
- 17. januar – Zhao Ziyang, kinesisk formand (født 1921).
- 19. januar – Bent Henius, dansk journalist (født 1920).
- 20. januar – Per Borten, norsk politiker (født 1913).
- 21. januar – Ambro Kragh, dansk journalist, chefredaktør og forfatter (født 1937).
- 22. januar – Patsy Rowlands, engelsk skuespillerinde (født 1931).
- 23. januar – Johnny Carson, amerikansk tv-vært (født 1925).

## Februar
| - Ernst Mayr - Arthur Miller - Dan O'Herlihy |

- 2. februar – Birgitte Federspiel, dansk skuespillerinde (født 1925).
- 3. februar – Ernst Mayr, tysk-amerikansk biolog (født 1904).
- 5. februar – Gnassingbé Eyadéma, Togos præsident (født 1935).
- 8. februar – Jimmy Smith, amerikansk jazzorganist (født 1925).
- 10. februar – Arthur Miller, amerikansk forfatter (født 1915).
- 12. februar – Jørgen Bitsch, dansk forfatter, filmproducent og eventyrer (født 1922).
- 17. februar – Dan O'Herlihy, irsk-amerikansk skuespiller (født 1919).
- 17. februar – Jens Martin Knudsen, dansk fysiker og marsforsker (født 1930).
- 20. februar – Hunter S. Thompson, amerikansk journalist og forfatter (født 1937).
- 21. februar – Ara Berberian, amerikansk operasanger (født 1930).
- 25. februar – Peter Benenson, grundlæggeren af menneskeretsorganisationen Amnesty International (født 1921).
- 27. februar – James Avati, amerikansk illustrator (født 1912).

## Marts
| - Teresa Wright - Aslan Maskhadov - James Callaghan |

- 3. marts – Rinus Michels, hollandsk fodboldspiller (født 1928).
- 6. marts – Teresa Wright, amerikansk skuespillerinde (født 1918).
- 6. marts – Hans Albrecht Bethe, tysk-amerikansk fysiker og nobelprismodtager (født 1906).
- 7. marts – Ib Rehné (Kairo), Danmarks Radios mangeårige korrespondent i Mellemøsten (født 1922).
- 8. marts – Aslan Maskhadov, tjetjensk leder (født 1951).
- 8. marts – Johannes Meyer Andersen, dansk maler (født 1918).
- 10. marts – Dave Allen, irsk komiker (født 1936).
- 17. marts – George F. Kennan, amerikansk politolog og diplomat (født 1904).
- 26. marts – James Callaghan, tidligere britisk premierminister (født 1912).
- 26. marts – Henrik Sartou, dansk teaterinstruktør (født 1964).

## April
| - Pave Johannes Paul 2. - Fyrst Rainier - Ezer Weizman |

- 2. april – Johannes Paul II, pave (født 1920).
- 5. april – Saul Bellow, amerikansk forfatter og nobelprismodtager (født 1915).
- 6. april – Fyrst Rainier af Monaco (født 1923).
- 9. april – Andrea Dworkin, amerikansk forfatter (født 1946).
- 18. april – Claus Bjørn, dansk historiker og kongehusekspert (født 1944).
- 19. april – Niels-Henning Ørsted Pedersen, dansk jazzbasist (født 1946).
- 19. april – Ruth Hussey, amerikansk skuespillerinde (født 1911).
- 23. april – John Mills, engelsk skuespiller (født 1908).
- 23. april – Ebbe Kløvedal Reich, dansk forfatter (født 1940).
- 23. april – Romano Scarpa, italiensk tegneseriestegner (født 1927).
- 24. april – Ezer Weizman, israelsk præsident (født 1924).
- 26. april – Maria Schell, østrigsk-schweizisk skuespillerinde (født 1926).
- 30. april – Lone Kellermann, dansk sangerinde (født 1943).

## Maj
| - Paul Ricoeur |

- 12. maj – Monica Zetterlund, svensk sangerinde og skuespillerinde (født 1937).
- 20. maj – Paul Ricoeur, fransk filosof (født 1913).
- 25. maj – Jurij Moskvitin, dansk filosof, komponist og journalist (født 1938).
- 26. maj – Eddie Albert, amerikansk skuespiller (født 1906).

## Juni
| - George Mikan |

- 1. juni - George Mikan', amerikansk basketballspiller (født 1924).[1]
- 18. juni – Nanna Ditzel, dansk designer (født 1923).
- 20. juni – Jack S. Kilby, amerikansk fysiker og nobelprismodtager (født 1923).
- 24. juni – Paul Winchell, amerikansk skuespiller (født 1922).
- 25. juni – John Fiedler, amerikansk skuespiller (født 1925).
- 27. juni – Domino Harvey, britisk lykkejæger (født 1969).

## Juli
| - Edward Heath |

- 6. juli – Evan Hunter, amerikansk forfatter også kendt som Ed McBain (født 1926).
- 6. juli – Claude Simon, fransk forfatter og nobelprismodtager (født 1913).
- 12. juli – Axel Strøbye, dansk skuespiller (født 1928).
- 17. juli – Sir Edward Heath, britisk premierminister 1970-1974 (født 1916).
- 18. juli – William Westmoreland, amerikansk general (født 1914).
- 21. juli – Long John Baldry, britisk musiker (født 1941).
- 26. juli – Erno Müller, dansk skuespiller (født 1917).
- 29. juli – Erik Korshagen, dansk arkitekt (født 1926).
- 31. juli – Wim Duisenberg, tidligere leder af Den Europæiske Centralbank (født 1935).

## August
| - Kong Fahd af Saudi-Arabien - Robin Cook - Barbara Bel Geddes - David Lange |

- 1. august – Kong Fahd af Saudi-Arabien (født 1921).
- 1. august – Constant, hollandsk COBRA-kunstner (født 1920).
- 1. august – Kaj Dorph-Petersen, dansk chefredaktør (født 1924).
- 6. august – Robin Cook, den tidligere britiske udenrigsminister (født 1946).
- 6. august – Ibrahim Ferrer, cubansk musiker og sanger (født 1927).
- 7. august – Sven Methling, dansk filminstruktør og manuskriptforfatter (født 1918).
- 8. august – Barbara Bel Geddes, amerikansk skuespillerinde (født 1922).
- 13. august – David Lange, newzealandsk politiker (født 1942).
- 15. august – Karen Inge Halkier, dansk atlet og universitetslektor (født 1937).
- 31. august – Józef Rotblat, polsk-født britisk fysiker og nobelprismodtager (født 1908).

## September
|  |

- 2. september – Holger Munk Andersen, dansk skuespiller (født 1924).
- 5. september – Villy Fuglsang, tidligere folketingsmedlem for Danmarks Kommunistiske Parti (født 1909).
- 7. september – Aase Clausen, dansk skuespiller (født 1914).
- 14. september – Robert Wise, amerikansk filminstruktør (født 1914).
- 17. september – Torben Dorph-Petersen, dansk forfatter (født 1960).
- 20. september – Simon Wiesenthal, nazi-jæger (har sporet over 1000 nazister bl.a Adolf Eichmann) (født 1908).
- 21. september – Preben Philipsen, dansk filmproducent (født 1910).
- 23. september – Ghazala Khan bliver myrdet af sin storebror (født 1986).
- 27. september – Pol Bury, belgisk multikunstner (født 1922).

## Oktober
|  |

- 1. oktober – Paul Pena, amerikansk sanger (født 1950).
- 7. oktober – Charles Rocket, amerikansk skuespiller (født 1949).
- 10. oktober – Lilly Helveg Petersen, dansk politiker (født 1911).
- 12. oktober – Baker Knight, amerikansk musiker (født 1933).
- 14. oktober – Oleg Lundstrem, russisk jazzmusiker (født 1916).
- 15. oktober – Rik Van Nutter, amerikansk skuespiller (født 1929).
- 16. oktober – John Larch, amerikansk skuespiller (født 1914).
- 17. oktober – Johnny Haynes, engelsk fodboldspiller (født 1934).
- 23. oktober – William Hootkins, amerikansk skuespiller (født 1948).
- 24. oktober – Rosa Parks, forbillede for borgerrettighedsbevægelsen i USA (født 1913).
- 24. oktober – Henrik S. Nissen, dansk historiker (født 1933).

## November
| - K. R. Narayanan - Pat Morita - Ingálvur av Reyni |

- 1. november – Skitch Henderson, amerikansk pianist og komponist (født 1918).
- 3. november – Geoffrey Keen, engelsk skuespiller (født 1916).
- 4. november – Sheree North, amerikansk skuespillerinde (født 1932).
- 5. november – Link Wray, amerikansk rock'n'roll guitarist, sangskriver og sanger (født 1929).
- 5. november – John Fowles, engelsk forfatter (født 1926).
- 8. november – Bo Högberg, svensk bokser og tidligere europamester (født 1938).
- 9. november – K. R. Narayanan, Indiens første kasteløse (Dalit) præsident 1997-2002 (født 1921).
- 11. november – Keith Andes, amerikansk skuespiller (født 1920).
- 13. november – Eddie Guerrero, mexicansk wrestler (født 1967).
- 18. november – Birthe Backhausen, dansk skuespillerinde (født 1927).
- 19. november – Erik Balling, dansk filminstruktør (født 1924).
- 23. november – Constance Cummings, engelsk skuespillerinde (født 1910).
- 24. november – Pat Morita, amerikansk skuespiller (født 1932).
- 25. november – George Best, én af verdens bedste fodboldspillere gennem tiderne. (født 1946).
- 26. november – Ingálvur av Reyni, én af Færøernes mest fremstående maler (født 1920).
- 28. november – Sven Egil Thiede, dansk admiral og forsvarschef (født 1924).
- 28. november – Marc Lawrence, amerikansk skuespiller (født 1910).

## December
| - Emma Mc-Kinney Møller - Birgit Nilsson |

- 1. december – Jack Colvin, amerikansk skuespiller (født 1934).
- 3. december – Kåre Kristiansen, norsk politiker (født 1920).
- 4. december – Percy Brandt, svensk skuespiller (født 1922).
- 5. december – Liu Binyan, kinesisk forfatter (født 1925).
- 6. december – Charly Gaul, luxembourgsk cykelrytter (født 1932).
- 10. december – Finn Ziegler, dansk violinist og kapelmester (født 1935).
- 12. december – Annette Strøyberg, dansk/fransk skuespillerinde (født 1936).
- 14. december – Ole Berggreen, dansk filminstruktør og manuskriptforfatter (født 1919).
- 16. december – John Spencer, amerikansk skuespiller (født 1946).
- 17. december – Mustafa Ertan, tyrkisk fodboldspiller (født 1926).
- 19. december – Vincent Gigante, amerikansk gangster (født 1928).
- 21. december – Emma Mc-Kinney Møller, hustru til Mærsk Mc-Kinney Møller (født 1913).
- 21. december – Johan Fjord Jensen, dansk litteraturhistoriker (født 1928).
- 23. december – Yao Wenyuan, kinesisk politiker (født 1931).
- 25. december – Birgit Nilsson, svensk sopran (født 1918).
- 26. december – Vincent Schiavelli, amerikansk skuespiller (født 1948).
- 28. december – Patrick Cranshaw, amerikansk skuespiller (født 1919).